# Alfred Lyttelton
Alfred Lyttelton (ur. 7 lutego 1857 w Londynie, zm. 5 lipca 1913 tamże) – brytyjski arystokrata, polityk, krykiecista i piłkarz, członek Partii Liberalno-Unionistycznej (połączonej z Partią Konserwatywną w 1912 r.), minister w rządzie Arthura Balfoura.
Był najmłodszym synem George’a Lytteltona, 4. barona Lyttelton, i Mary Glynne, córki sir Stephena Glynne’a, 8. baroneta. Wykształcenie odebrał w Eton College oraz w Trinity College na Uniwersytecie Cambridge. Podczas studiów brał udział w Varsity Marches z reprezentacjami Uniwersytetu Oksfordzkiego w krykiecie (1876–1879), piłce nożnej (1876–1878), lekkiej atletyce (1876 w konkurencji rzut młotem), „rackets” (1877–1879) i tenisie (1877–1879).
Lyttelton reprezentował Uniwersytet Cambridge w meczach pierwszej klasy w krykieta. W 1879 r. został kapitanem reprezentacji uniwersyteckiej. Po zakończeniu studiów reprezentował Middlesex County Cricket Club, gdzie grał na pozycji wicket-keeper. W latach 1874–1885 reprezentował barwy Worcestershire County Cricket Club. Na początku lat 80. XIX w. brał udział w 4 meczach testowych przeciwko reprezentacji Australii. W 1898 r. został prezesem Marylebone Cricket Club.
Oprócz krykieta Lyttelton uprawiał również piłkę nożną, reprezentując Uniwersytet Cambridge oraz Old Etonians. W 1877 r. rozegrał swój jedyny mecz w reprezentacji narodowej przeciwko Szkocji. Strzelił wówczas jedną bramkę, ale Anglia uległa Szkotom 1:3.
Po ukończeniu studiów Lyttelton został prywatnym sekretarzem prokuratora generalnego sir Henry’ego Jamesa. W 1895 r. został wybrany do Izby Gmin jako reprezentant okręgu Warwick and Leamington. W 1900 r. został wysłany do południowej Afryki, jako przewodniczący komisji odbudowy kraju po II wojnie burskiej. W 1903 r. został ministrem kolonii. Utrzymał się na tym stanowisku do wyborczej porażki konserwatystów w 1905 r.
W wyborach 1906 r. uzyskał mandat z okręgu Westminster St George’s. W 1913 r., podczas pobytu w południowej Afryce zachorował. Po powrocie do Anglii zdiagnozowano u niego ropień żołądka. Operacja była nieudana i Lyttelton zmarł niedługo później.
Jego syn, Oliver, został politykiem Partii Konserwatywnej, ministrem kolonii i wicehrabią Chandos.